# Bravo, ai stil!
Bravo, ai stil! este emisiunea românească a reality show-ului concept My Style Rocks  sau İște Benim Stilim (din turcă: Acesta este stilul meu!). A fost difuzat prima dată pe 22 august 2016, de către canalul de televiziune Kanal D România și a devenit rapid unul dintre cele mai urmărite show-uri de televiziune din România în anul 2016 și până în prezent.

## Conceptul emisiunii
Emisiunea are la bază un număr de 10-15 concurente care prezintă diverse ținute pe tot parcursul săptămânii (luni-vineri), iar la sfârșitul săptămânii (sâmbăta) trebuie să se expună conform temei-suport pentru gala respectivă.
Pe tot parcursul săptămânii, fetele propun diverse ținute pentru obține stele ce le pot proteja de eliminare. Primele două concurente cu cel mai mare număr de stele vor primi imunitate, dar, în caz că în gală vor obține cel mai mic punctaj acordat de cei 4 jurați, își vor pierde imunitatea, astfel vor fi în pericol de eliminare.
Eliminare: Concurentele care candidează la eliminare sunt cele care obțin cel mai mic punctaj în gală și una sau mai multe dintre ele care sunt nominalizate de către celelalte concurente. Cea care obține cel mai mic punctaj în urma televotingului va părăsi competiția.
Televoting: Fiecare concurentă poate fi votată la numărul 1206 cu indicativul atribuit fiecăreia.
Emisiunea “Bravo, ai stil!” este înregistrată, astfel că toate voturile pe care le atribuiți concurentelor într-o anumită săptămână vor fi luate în considerare la momentul înregistrării ediției de gală de săptămâna următoare. Pentru mai multe detalii consultați regulamentul emisiunii disponibil pe Kanal D.
Costul unui vot valid este de 1.25€ (TVA inclus) valabil în rețelele Vodafone, Orange PostPay și Digi Mobil respectiv 1.23€ (TVA inclus) valabil în Orange PrePay.
Pentru “Bravo, ai stil! All Stars” (sezonul 4) votarea se face prin intermediul online.

## Versiuni internaționale
Conceptul emisiunii este preluat de la franciza "My Style Rocks" produsă de Global Agency, prima oară debutând în Turcia ca "Bu tarz Benim" în septembrie 2014, care ulterior s-a schimbat în actuala emisiune de stil "İște Benim Stilim" pe postul turcesc Tv8. Prima versiune internațională a competiției a început în România ca ,,Bravo, ai stil!” preluând întrutotul formatul original, iar cea de-a doua versiune internațională este difuzată în Grecia denumită "My Style Rocks Greece" pe postul de televiziune grecesc SKAI (ΣΚΑΪ) începând din septembrie 2017.

## Sezoane
| Sezon | Data premierei    | Data finalei      | Episoade |
| ----- | ----------------- | ----------------- | -------- |
| 1     | 22 august 2016    | 17 decembrie 2016 | 102      |
| 2     | 23 ianuarie 2017  | 29 iulie 2017     | 162      |
| 3     | 28 august 2017    | 17 decembrie 2017 | 96       |
| 4     | 22 ianuarie 2018  | 16 iunie 2018     | 126      |
| 5     | 31 decembrie 2018 | 29 iunie 2019     | 104      |
| 6     | 22 ianuarie 2020  | 19 decembrie 2020 | 100      |
| 7     | 8 septembrie 2021 | 5 februarie 2022  | 87       |
| 8     | 2 aprilie 2023    | 25 august 2023    | 92       |

### Sezonul 1
Primul sezon a debutat pe 22 august 2016 și s-a încheiat pe 17 decembrie 2016 și a fost prezentat de Ilinca Vandici.
Silvia Oana Popescu este câștigătoarea primului sezon al show-ului „Bravo, ai stil!” și a marelui premiu în valoare de 100.000 de lei și o carieră în televiziune.
Acest sezon a fost difuzat de luni până vineri la ora 17:00, iar galele acestui sezon, în fiecare duminică seară la ora 20:00 și de pe 5 noiembrie, în fiecare sâmbătă seară la ora 22:00.
Jurizarea a fost făcută de:
- criticul de modă Iulia Albu
- Raluca Bădulescu
- fashion editorul la „Elle România” Maurice Munteanu
- creatorul de modă Răzvan Ciobanu, începând cu săptămâna a 5-a ca invitat permanent, iar în gale va deveni jurat și va oferi note împreună cu ceilalți trei.

### Sezonul 2
A debutat pe 23 ianuarie 2017 și s-a încheiat pe 29 iulie 2017.
Juriul a păstrat aceeași formulă, iar Răzvan Ciobanu a avut un rol decisiv în competiție, cel de a decide dacă va acorda sau va lua o stea (sau de a nu schimba situația) din stele acumulate zilnic de către concurente.
Marisa Paloma este câștigătoarea celui de-al doilea sezon al show-ului "Bravo, ai stil!" și a marelui premiu în valoare de 100.000 de lei și o carieră în televiziune, iar Adela, care s-a clasat pe locul al doilea, a câștigat un autoturism.
Silvia, câștigătoarea primului sezon, a fost prezentă în culise pentru a le consilia pe concurente.

### Sezonul 3
Cel de-al treilea sezon a debutat pe 28 august 2017, începând cu doar 11 concurente, două concurând sub același indicativ și s-a încheiat pe 17 decembrie 2017, cu cele patru finaliste ale sezonului. Ilinca Vandici a revenit ca prezentatoare a emisiunii.
Iuliana Doroftei este câștigătoarea celui de-al treilea sezon al show-ului ,,Bravo, ai stil!” și a marelui premiu în valoare de 100.000 de lei.
Acest sezon a fost difuzat de luni până vineri la ora 16:30, iar galele acestui sezon în fiecare sâmbătă seară la ora 22:00.
Juriul a fost format la fel ca și în sezoanele precedente, din criticul de modă Iulia Albu, Raluca Bădulescu, fashion editorul la „Elle România" Maurice Munteanu și creatorul de modă Răzvan Ciobanu, poreclit și „Titircă" în sezonul 3 de către colegii lui de jurizare.
La galele eliminatorii, de la Gala ,,Strălucirea anilor "20" de pe 23 septembrie au fost introduși 3 invitați permanenți, Victor Slav, Bogdan Vlădău și Alex Velea (de la gala de pe 11 noiembrie l-a înlocuit pe GEØRGE), care vor comenta și aprecia aparițiile concurentelor cu un „Like" (👍) sau „Dislike" (👎) și la final vor acorda concurentei favorite un bonus de 3 puncte, care ar putea schimba clasamentul galelor.

### Sezonul 4: All Stars
Premiera acestui sezon a avut loc pe 22 ianuarie 2018, începând cu 11 concurente, 3 din ele fiind câștigătoare, și s-a sfârșit pe 16 iunie 2018 cu 4 finaliste. Au fost alese concurente care au participat în sezoanele precedente.
Silvia Oana Popescu, precedentă câștigătoare a sezonului 1, este câștigătoarea sezonului 4 al show-ului ,,Bravo,ai stil! All Stars", al titlului de cea mai stilată femeie din România și a marelui  premiului de 100.000 lei
Acest sezon este difuzat în fiecare luni până vineri de la ora 16:30, iar galele eliminatorii în fiecare sâmbătă de la ora 23:00, după emisiunea  Exatlon România.
Este un nou concept ,,Bravo ai stil!” care va înlocui următorul sezon al competiției, așa cum a fost anunțat în cadrul marii finale al sezonului 3.
Fostele cele mai bune concurente din cele trei sezoane anterioare „Bravo ai stil!” vor concura în acest sezon pentru o nouă miză. 
La fel ca în sezoanele precedente, acest sezon este prezentat de către Ilinca Vandici.
Jurizarea este făcută de: 
- Iulia Albu
- Raluca Bădulescu
- Cătălin Botezatu
- Maurice Munteanu

Logo-ul „Bravo, ai stil! All Stars”

În acest sezon, jurații originali ai emisiunii își vor păstra formula, fiind format din criticul de modă Iulia Albu, fashion editorul de la „Elle România” Maurice Munteanu și Raluca Bădulescu. Creatorul de modă Cătălin Botezatu va fi cel care l-a înlocuit pe Răzvan Ciobanu în acest sezon. Răzvan Ciobanu a anunțat oficial că părăsește show-ul „Bravo ai stil!”, pentru a se dedica în totalitate propriului său atelier de design vestimentar.

Iulia Albu îi va lua locul lui Răzvan Ciobanu, în a acorda sau a lua o stea din stelele primite după ce au fost jurizate de către cei trei jurați.
În acest sezon stelele vor fi acordate după calificativele pozitive primite pentru ținute („ai stil”). Astfel, la fiecare calificativ pozitiv de la unul dintre jurați vor primi o stea, iar punctajul maxim e de 3 stele pe zi.
În acest sezon concurentele vor fi votate de public online, pe site-ul oficial al emisiunii. Doar fanii emisiunii pot vota concurentele (cei care apreciază paginile de Facebook, Instagram și YouTube) și timp de o săptămână vor acumula puncte de vot (pentru prima zi cei care s-au logat primesc automat 2 puncte de vot). Punctele de vot le vor folosi pentru a-și vota concurenta favorită sau mai multe concurente favorite, și de asemenea votarea concurentelor este gratuită. Votarea unei concurente se face accesând pagina acesteia de pe microsite-ul oficial ,,Bravo ai stil!”.
În Marea Finală nu se va mai tine cont de voturile oferite de public din mediul online, de pe site-ul oficial al emisiunii, modalitatea de votare se schimba în votarea prin SMS cu noul număr de telefon  1230 tarif 1.19 euro/sms (TVA inclus ) valabil pe rețelele Digi Mobil, Orange, Telekom Mobile, și Vodafone, tarif aplicat automat.
Foarte important de știu este ca vor fi luate în considerare doar voturile expediate doar de pe teritoriul Romaniei.
Concurentele nu au indicative ele vor putea fi votate prin sms/mesaj cu numele fiecărei concurente preferate la numărul de telefon 1230.

### Sezonul 5
Cel de-al cincelea sezon a debutat pe 31 decembrie 2018, la ora 20:00, cu 10 concurente și pe post de jurați cu Maurice Munteanu, Raluca Bădulescu și Cătălin Botezatu și s-a încheiat pe 29 iunie 2019. Emisiunea a fost difuzată de luni până miercuri de la ora 22:30, iar gala în fiecare joi tot de la ora 22:30. Luni, marți și miercuri au fost ediții săptămânale iar joi gala.
Începând cu 16 ianuarie 2019, emisiunea a fost difuzată de miercuri până vineri de la ora 23:00, iar galele eliminatorii au putut fi urmărite sâmbătă tot de la ora 23:00, după Exatlon.
Elena Geamăn este câștigătoarea celui de-al cincilea sezon al show-ului ”Bravo, ai stil!”, a titlului de cea mai stilată femeie din România și a marelui premiu de 100.000 lei.
Fiecare concurentă are atribuit un indicativ de la 1 la 13, iar telespectatorii pot să își voteze concurenta favorită la numărul de telefon 1206 prin SMS în fiecare săptămână de la anunțarea rezultatelor în gală prin pornirea votului Start vot și prin încetarea acestuia prin Stop vot.

### Sezonul 6: Celebrities
Cel de-al șaselea sezon a debutat pe 22 ianuarie 2020, fiind difuzat de miercuri până vineri de la 22:00, iar gala, sâmbătă de la 23:00, avându-i pe post de jurați pe Cătălin Botezatu, Maurice Munteanu și Raluca Bădulescu și ca prezentatoare pe Ilinca Vandici, acest sezon va fi unul special, concurentele vor fi vedete bine cunoscute publicului.
Începând cu 1 aprilie 2020, emisiunea intră în pauză din cauza pandemiei de coronavirus, aceasta a revenit din 29 august 2020.
Finala a avut loc la 19 decembrie 2020, iar câștigătoarea sezonului este Alexandra Ungureanu, care a câștigat în fața lui Theo Rose, acestea obținând 50,3% și, respectiv, 49,7% din voturi.
Fiecare concurentă are atribuit un indicativ de la 1 la 9, iar telespectatorii pot să își voteze concurenta favorită la numărul de telefon 1206 prin SMS în fiecare săptămână de la anunțarea rezultatelor în gală prin pornirea votului Start vot și prin încetarea acestuia prin Stop vot.

### Sezonul 7: Celebrities - Metamorfoza
Cel de-al șaptelea sezon a avut premiera pe 8 septembrie 2021, la Kanal D, avându-i pe post de jurați pe Maurice Munteanu, Raluca Bădulescu și Tibi Clenci, iar ca prezentatoare pe Ilinca Vandici și Victor Slav, doar pentru câteva ediții. Victor a devenit invitat pernament al emisiunii, iar în finala sezonului a fost în calitate de jurat. Concurentele sezonului sunt vedete cunoscute de către public.
Finala a avut loc la 5 februarie 2022, iar câștigătoarea acestui sezon este Ruxi, care a câștigat în fața Vivianei Sposub, acestea obținând 53,8% și, respectiv, 46,2% din voturile telespectatorilor.
Fiecare concurentă are atribuit un indicativ de la 1 la 10, iar telespectatorii pot să își voteze concurenta favorită la numărul de telefon 1206, prin SMS, în fiecare săptămână de la anunțarea rezultatelor în gală prin pornirea votului Start vot și prin încetarea acestuia prin Stop vot.

### Sezonul 8
Cel de-al optulea sezon Bravo, ai stil! a debutat pe 2 aprilie 2023 pe Kanal D2 cu o ediție specială de la ora 19, fiind difuzat apoi de luni până joi de la ora 19, iar gala, în fiecare vineri seară de la ora 19, iar începând din 12 iulie 2023, emisiunea a fost difuzată de miercuri până vineri de la ora 22:30 pe Kanal D avându-i pe post de jurați pe Alexandru Abagiu, Maurice Munteanu și Raluca Bădulescu și ca prezentator pe Ilinca Vandici
Finala a avut loc la 25 august 2023, iar câștigătoarea este Alexandra, care a învins-o pe Maria. Concurentele au obțiunut 61,3% și, respectiv, 38,7% din voturile telespectatorilor.
Fiecare concurentă are atribuit un indicativ de la 1 la 12, iar telespectatorii pot să își voteze concurenta favorită la numărul de telefon 1220, prin SMS, în fiecare săptămână de la anunțarea rezultatelor în gală prin pornirea votului Start vot și prin încetarea acestuia prin Stop vot.